# 아트로핀
아트로핀(atropine)은 가지과 식물의 잎사귀와 뿌리에 들어 있는 알칼로이드로서 대표적인 무스카린성 수용체의 경쟁적 길항제이다.

## 작용
무스카린 수용체에 대하여는 아세틸콜린이나 무스카린과 경쟁적으로 작용하여 부교감신경을 억제하고, 아세틸콜린이나 무스카린의 작용을 선택적으로 봉쇄한다. 그러나, 니코틴성 수용체에 대해서는 봉쇄 효과가 매우 약하다. 경쟁적 길항제이므로 수용체 부위에 아세틸콜린 농도가 높으면 약물의 효과가 나타나지 않을 수 있다.
소량에서는 중추신경을 흥분시키나 대량에서는 억제시키며, 점안시 동공이 커지는 산동 현상을 일으킨다. 또한, 침샘 등의 외분비선을 억제하여 구강 건조증을 일으킨다. 순환기에서는 심박수 증가 효과가 있다.

## 같이 보기
- 항콜린제